# Official Friday the 13th Parody
Official Friday the 13th Parody ist eine US-amerikanische Porno-Parodie auf die US-amerikanische Horrorfilm-Reihe Freitag der 13.

## Handlung
Nach einer langen Schließzeit wegen mehrerer Morde eröffnet das Nudistencamp Crystal Lake wieder. Susie, die neue Masseuse des Camps erfährt von der Legende um Jason von einer Barkeeperin. Vor Jahren soll Jason ertrunken sein, weil sein Penis zu groß war und ihn auf den Boden des Sees zog. Angeblich soll er sich weiter in Camp Crystal Lake aufhalten.
Nach Susies Ankunft kommt zu mehreren intimen Begegnungen im Camp und einer Orgie. Natürlich beginnen die Morde wieder von vorn. Jason benötigt jedoch keine Machete, sondern sein Penis verspritzt fleischfressendes Sperma. Er erscheint nach den Sexszenen und onaniert auf die jeweiligen Sexpartner, die dann sterben. Insgesamt sind fünf Sexszenen zu sehen, die die Rahmenhandlung unterbrechen.
- Szene 1: Courtney Cummz und Mr. Pete
- Szene 2: Asa Akira und Rocco Reed
- Szene 3: Kagney Linn Karter und Karlo Karrera
- Szene 4: Brooke Lee Adams, Brooklyn Lee und Mark Wood
- Szene 5: Sarah Vandella und Kris Slater

In einer Rückblende sieht man, wie Jason entstand. Jason besuchte eine Sexparty und eröffnete seiner Partnerin, dass sein Penis monströs werde, allerdings erst nach dem Sex. Die beiden haben dennoch Sex miteinander. Nach dem Akt gerät sie in Panik und Jason rennt verstört in den See und ertrinkt.
Susie und Kyle überleben schließlich als einzige den Horror von Camp Crystal Lake. Sie finden Jasons Versteck und schlagen dort seinen Penis mit einer Axt ab. Anschließend haben sie Sex. Doch Jason kehrt zurück…

## Hintergrund
Gary Orona kam ursprünglich aus dem Bereich der Sexkomödien, bevor er sich auf Hardcore-Pornos spezialisierte. Er ist ebenfalls bekannt für weitere Horror-Parodien.
Die Handlung folgt dem Original-Franchise, jedoch nicht dem eigentlichen ersten Teil. In beiden Fällen soll der Hauptbösewicht (Jason) vor Jahren ertrunken sein, und dies führte zu seinen rachsüchtigen Mordattentaten und seiner „Heimsuchung“ des Lagers. Jason tritt hier durchgängig mit der charakteristischen Hockeymaske auf. Während der Sexszenen werden keine visuellen oder narrativen Horrorelemente verwendet.
Im Film gibt es einige Anspielungen auf das Original. So tritt ein „Crazy Ralph Neely“ nachgeahmter Charakter auf, der in Freitag der 13. und Freitag der 13. – Jason kehrt zurück zu sehen war. Außerdem wurde eine Pfeiltötung im Stil des Originals, die dort Kevin Bacons Charakter Jack Burrell erwischte, nachgestellt. Auch das Strip-Monopoly-Spiel findet sich im Original.
Die DVD erschien am 19. Oktober 2010 über Zero Tolerance. Produzent war Tabitha Stevens, die auch in einer Non-Sex-Rolle zu sehen ist.

## Rezeption
Neben den Pornokritikern wurde der Film auch von verschiedenen Horrorfilmseiten besprochen. Auf Movieslug vergab der Rezensent zwei von zehn möglichen Punkten und bezeichnete den Film als „keine gute Pornoparodie“. Sowohl die Handlung als auch die Sexszenen seien eher langweilig. Auf Scarred Stiff lobte der Rezensent die Pornoszenen, da diese sehr paarfreundlich seien und nicht nur aus der männlichen Perspektive gedreht seien. Auch lobte er den Umgang mit dem Original und bezeichnete den Film als besser als den von Michael Bay produzierten Freitag der 13. von 2009. Insgesamt sei der Film unterhaltsam, sexy und auch von den schauspielerischen Leistungen gut. Auf Horror Society wurde der Film dagegen eher negativ bewertet. Auf der Seite AdultDVDTalk, einer Review-Seite für Pornoproduktionen bewertete der Rezensent den Film unterschiedlich. Die Sexszenen seien toll und der Film würde gut aussehen, aber der Parodieteil wäre nicht gut gelungen.